# Barba-Negra
Edward Teach (c. 1680 – Ocracoke, 22 de novembro de 1718), mais conhecido como Barba Negra (em inglês:  Blackbeard), foi um pirata inglês que navegava nas águas do Caribe e na costa leste das colônias da América. Embora pouco se saiba sobre sua infância, provavelmente nasceu em Bristol, na Inglaterra. Pode ter sido um marinheiro em navios corsários durante a Guerra da Rainha Ana, antes de se estabelecer na ilha caribenha de Nova Providência, local onde Teach reuniu uma tripulação por volta de 1716.
O capitão Benjamin Hornigold colocou-o no comando de uma chalupa que havia sido capturada, e os dois se envolveram em numerosos atos de pirataria. Os atos de pirataria foram impulsionados pela adição de mais dois navios à frota deles, um dos quais era comandado por Stede Bonnet, mas até o final de 1717 Hornigold desistiu da pirataria possuindo dois navios.
Teach tomou posse de um navio mercante francês, dando-lhe o nome de Queen Anne's Revenge e equipou-o com quarenta canhões. Iniciou uma fama de pirata, seu apelido derivado da grossa barba de cor preta e sua terrível aparência; possuía o hábito de pôr pavios de fogo acesos em seu cabelo para assustar os inimigos durante as batalhas. Formou uma aliança de piratas e bloqueou o porto de Charleston.
Após uma extorsão aos habitantes, encalhou o Queen Anne's Revenge em um banco de areia perto de Beaufort. Ele zarpou em companhia de Bonnet, estabelecendo-se na cidade de Bath, onde recebeu o perdão da Coroa Britânica. Contudo, logo voltou ao mar e atraiu a atenção do governador da Virgínia Alexander Spotswood. Spotswood organizou um grupo de soldados e marinheiros para tentar capturar o pirata, o que fizeram em 22 de novembro de 1718. Durante uma feroz batalha, Teach e vários membros de sua tripulação foram mortos por uma pequena força de marinheiros liderados pelo tenente Robert Maynard.
Um líder astuto e calculista, Teach desprezou o uso da força, utilizando apenas a sua temível imagem para obter a resposta desejada. Ao contrário dos dias modernos, a figura tradicional do pirata tirânico comandou seus navios com a permissão das tripulações, e não há o conhecimento de informações que o mostrassem ter prejudicado ou assassinado prisioneiros. Após a morte, foi romantizado e se tornou inspiração para vários piratas em obras de ficção numa variedade de gêneros.

## Origens
Pouco se sabe sobre os primeiros anos de vida de Barba Negra. Comumente, acredita-se que tenha falecido aos 38 anos, e, portanto, nascido por volta de 1680. Em registros contemporâneos seu nome é frequentemente mostrado como Barba-Negra, Edward Thatch, ou Edward Teach, sendo o último mais utilizado. No entanto, há várias maneiras de escrever seu sobrenome — Thatch, Thach, Thache, Thack, Tack, Thatche e Theach. Uma fonte afirma que no início seu sobrenome era Drummond, mas a falta de qualquer prova torna essa hipótese improvável. Os piratas possuíam o hábito de utilizar sobrenomes fictícios para evitar que o verdadeiro nome de sua família se envolvesse na pirataria, de forma a honrá-lo, e isso faz com que seja pouco provável que Teach seja seu nome verdadeiro.
No século XVII, a ascensão das colônias da Grã-Bretanha na América, e no século XVIII, a rápida expansão do comércio de escravos no Atlântico, fez de Bristol um importante porto internacional, e Teach provavelmente viveu no que foi segunda maior cidade da Inglaterra. Certamente sabia ler e escrever, e se comunicava com comerciantes. Quando morto, verificou em sua posse uma carta endereçada para ele pelo Chefe de Justiça e Secretário da Província da Carolina, Tobias Knight. O autor Robert Lee especula que devido a tal fato, Teach pode ter nascido numa família respeitável e rica; podendo ter chegado ao Caribe no final do século XVII em um navio mercante (possivelmente num navio negreiro). O autor do século XVIII Charles Johnson afirma que Teach foi durante algum tempo um marinheiro operando da Jamaica em navios corsários durante a Guerra da Rainha Ana, e tendo "sempre se distinguido por sua ousadia incomum e coragem pessoal". De acordo com os registros antes de sua vida como pirata, no momento em que Teach lutou nessa guerra, era então desconhecido.

## Nova Providência

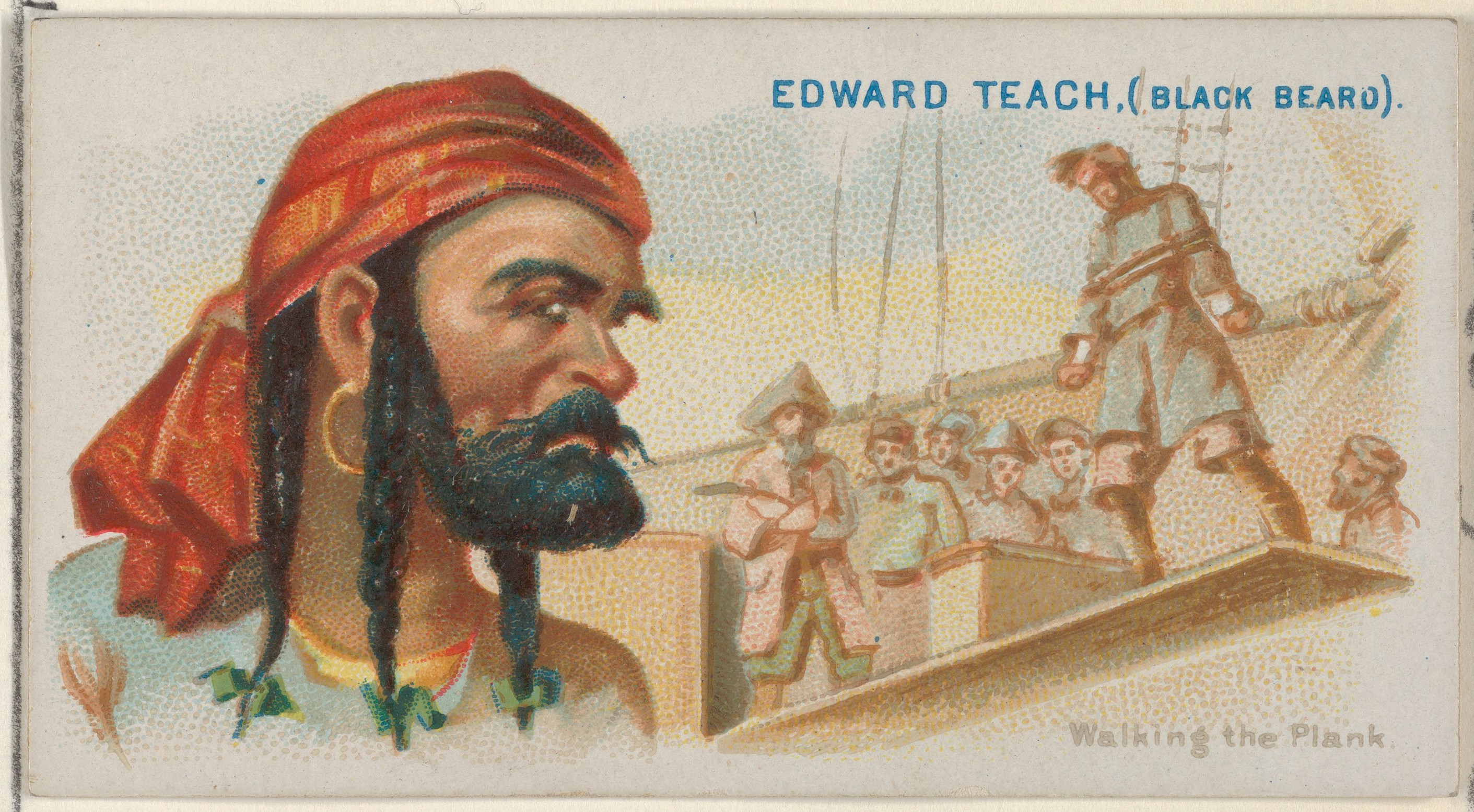
Edward Teach (Barba Negra), Caminhar na prancha, da séries "Piratas dos espanhois" (N19), cartão de cigarro por por Allen & Ginter

No Caribe (local colonialista, mercantil, e de pirataria) ocorreram muitos acidentes marítimos nos séculos XVII e XVIII. No início do século XVIII, o corsário Henry Jennings, que se tornara pirata, e seus seguidores decidiram utilizar a ilha inabitada de Nova Providência como base de suas operações; uma vez que era de fácil acesso ao Estreito da Flórida e rota marítima de navios europeus que atravessavam o Oceano Atlântico. O porto de Nova Providência poderia facilmente alojar centenas de navios, mas era raso demais para que navios de grande porte da Marinha Real Britânica pudessem navegar. Nessa época, a ilha não era destino turístico — o que veio a tornar-se mais tarde —; o autor George Woodbury descreveu-a como "sem cidades com residências, era um lugar de permanência temporária e de descanso para uma população literalmente flutuante", e continuando, "os únicos moradores permanentes foram piratas que acampavam, comerciantes e aproveitadores, todos os outros apenas passavam por lá." A lei e a ordem eram desconhecidas; em Nova Providência os piratas eram bem-vindos.
Teach desfrutou dos benefícios da ilha. Provavelmente, logo após a assinatura do Tratado de Utrecht, ele veio da Jamaica para a ilha, e junto da maioria dos corsários envolvidos na guerra, viu-se na pirataria. Possivelmente, a cerca de 1716, se juntou à tripulação do capitão Benjamin Hornigold, um famoso pirata que operava nas águas de Nova Providência. Em 1716, Hornigold colocou Teach no comando de uma chalupa que havia sido tomada, dando-lhe-a como um prêmio. No início de 1717, Hornigold e Teach, cada um no comando de uma chalupa, partiram para o continente. Eles capturaram um barco que transportava cento e vinte barris de farinha vindos de Havana, e, pouco tempo depois, tomaram uma chalupa com cem barris de vinho vindos de Bermudas. Poucos dias após, pararam um navio à vela vindo da Região Autónoma da Madeira com destino à Charleston (Carolina do Sul). Teach e seu intendente, William Howard, podem, nesse momento ter se esforçado para controlar suas tripulações. Até então, eles provavelmente tinham desenvolvido um gosto pelo vinho da Madeira, e em 29 de setembro, próximo à Cape Charles, saquearam apenas o produto de Madeira, deixando que o navio Betty de Virgínia afundasse com a carga restante.
Durante esta viagem com Hornigold, surgiram os primeiros rumores sobre Teach dos quais se tem conhecimento. Ele é registrado como sendo um pirata com seus próprios méritos, no comando de uma grande tripulação. Em um relatório feito para o capitão Mathew Munthe numa patrulha de anti-pirataria na Carolina do Norte, "Thatch" foi descrito operando "numa chalupa de 6 canhões e cerca de 70 homens". Em setembro, Teach e Hornigold encontraram Stede Bonnet, um fazendeiro e militar de uma família rica que tinha ingressado na pirataria no início daquele ano. A tripulação de Bonnet com cerca de setenta pessoas alegou insatisfação com o seu comandante, e tendo a permissão dele, Teach assumiu o controle do navio Vingança (Revenge). A flotilha de piratas agora consistia de três navios; Teach em Vingança, a velha chalupa de Teach e a embarcação Ranger de Hornigold. Em outubro, outro navio foi capturado e adicionado à pequena frota. As chalupas Robert da Filadélfia e Boa Intenção (Good Intent) de Dublin foram detidas em 22 de outubro de 1717, e suas cargas esvaziadas.
Como um ex-corsário britânico, Hornigold atacou apenas seus velhos inimigos, mas para sua tripulação, a visão de navios britânicos cheios de carga valiosa passando ileso tornou-se um estopim, e em algum momento no final de 1717 Hornigold foi tirado do comando. O envolvimento de Teach nessa decisão é desconhecida, mas Hornigold rapidamente se aposentou da pirataria. Hornigold ficou com Ranger e uma das chalupas, deixando Teach com o navio Vingança e a chalupa restante. Os dois nunca mais se encontraram, e como muitos outros piratas em Nova Providência, Hornigold aceitou o perdão real dado por Woodes Rogers em junho do ano seguinte.

## Teach torna-se Barba-Negra
Em 28 de novembro de 1717, os dois navios de Teach atacaram uma embarcação mercante francesa na costa de São Vicente. Cada um deles dispararam ataques violentos, matando vários de seus tripulantes, e forçando o capitão a se render. O navio La Concorde de Saint-Malo era um grande transportador de escravos. Teach e suas tripulações foram com o navio para o sul ao longo de São Vicente e Granadinas com destino à Bequia, onde desembarcou a tripulação e a carga, e ficou com o navio para seu próprio uso. A tripulação do La Concorde recebeu a menor chalupa de Teach, que foi renomeada para Mauvaise Rencontre (Mau Encontro), e viajou para Martinica. Teach pode ter recrutado alguns dos escravos, mas o restante foi deixado na ilha e posteriormente retornaram ao Mauvaise Rencontre.
Teach imediatamente renomeou o La Concorde para Queen Anne's Revenge e equipou-o com quarenta canhões. No final de novembro, próximo à São Vicente, ele atacou o navio Great Allen. Depois de um longo período, o grande navio mercante e bem armado foi obrigado a se render. Ordenou que fosse para a costa, desembarcou a tripulação, esvaziou os porões de carga, e então queimou e afundou o navio. O incidente foi publicado no The Boston News-Letter, que descreveu Teach como o comandante de um "navio francês de trinta e dois canhões, um brigantine de dez canhões e uma chalupa de 12 canhões." Quando ou onde Teach conseguiu o brigantine de dez canhões é desconhecido, mas àquela altura devia estar no comando de no mínimo cento e cinquenta homens divididos entre três navios.
Em 5 de dezembro de 1717, Teach parou a chalupa mercantil Margaret na costa da Ilha do Caranguejo, próximo de Anguilla. O capitão, Henry Bostock, e a tripulação, permaneceram como prisioneiros por cerca de oito horas e foram forçados à assistir sua chalupa sendo saqueada. Bostock, que havia sido mantido a bordo do Queen Anne's Revenge, foi devolvido ileso ao Margaret e autorizado a ir embora com sua tripulação. Bostock retornou para sua base de operações na Ilha de São Cristóvão, e relatou a questão ao governador Walter Hamilton, cujo requisitou a assinatura numa declaração sobre o acontecido. Bostock deu detalhes sobre o pirata no comando de dois navios: uma chalupa e um grande navio negreiro francês, construído por holandeses, com 36 canhões e uma tripulação de trezentos homens. O capitão acredita que o maior navio levava uma preciosa carga de ouro, prata, e "uma taça muito fina" supostamente retirado do comandante do Great Allen. A tripulação pirata aparentemente informou Bostock que vários outros navios tinham sido destruídos, e que possuíam a intenção de navegar para Hispaniola e esperar por uma armada espanhola, supostamente carregada de dinheiro para pagar as forças militares. Teach questionou Bostock sobre as viagens de navios locais, e o pirata não ficou surpreso ao ser informado de que se esperava um perdão real de Londres para todos os piratas.

Assim, o nosso Herói, Capitão Teach, assumiu o cognome de Barba Negra devido à quantidade de pêlos que, como um meteoro aterrorizante, cobria todo o seu rosto e ameaçou mais a América do que qualquer cometa que tivesse aparecido por ali. A barba era negra, que ele sofreu para deixar crescer até um comprimento extravagante; para cima, ela chegava até seus olhos. Ele estava acostumado a amarrá-la com fitas, em pequenas tranças, seguindo o costume de nossas perucas de cachos, e acomodando-as em volta das orelhas.

Charles Johnson
Bostock descreve Teach como um "homem alto de uma barba muito negra e muito longa". É o primeiro relato registrado da aparência dele, e é a fonte de seu cognome, Barba-Negra. Mais tarde, descrições mencionam que sua espessa barba negra possuía tranças, às vezes amarrado com pequenas fitas coloridas. Durante as batalhas, Johnson (1724) descreveu-o "pendendo em coldres como bolsas a tiracolo [sic], colocava pavios acesos sob seu chapéu que apareciam de cada lado do seu rosto, e seus olhos pareciam naturalmente ferozes e selvagens, tornando-o uma figura que a imaginação não podia deixar mais feroz e infernal". Se a descrição de Johnson foi inteiramente verdadeira ou exagerada, não é clara, mas parece provável que o pirata tenha compreendido a importância das aparências; causando maior medo dos inimigos. Ele era alto, com ombros largos. Usava botas na altura do joelho e roupa escura, coberta com um chapéu largo e, por vezes, um longo casaco de cores vivas feita de seda ou veludo. Apesar de sua reputação feroz, porém, não há nenhuma fonte afirmando que ele matou ou feriu aqueles que manteve em cativeiro. Teach pode ter usado outros apelidos, em 30 de novembro, o comerciante Monserrat encontrou dois navios e uma chalupa, comandado pelo capitão Kentish e o capitão Edwards (este último sendo conhecido por Stede Bonnet).

## Aumento da frota
As ações de Teach entre o final de 1717 e o início de 1718 não são conhecidos. Ele e Bonnet foram, provavelmente, responsáveis por um ataque ao largo de Santo Eustáquio, em dezembro de 1717. Henry Bostock disse ter ouvido os piratas planejando ir em direção à Baía de Samaná na República Dominicana (território controlado pelos espanhóis), mas uma rápida busca não revelou quaisquer atividades pirata. O capitão Hume do HMS Scarborough informou em 6 de fevereiro, que um "navio pirata de trinta e seis canhões e duzentos e cinquenta homens, e uma chalupa de dez canhões e cem homens estavam cruzando as Ilhas de Sotavento". Hume reforçou sua tripulação armando os soldados com mosquetes e se juntou com o HMS Seaford para perseguir os piratas, sem sucesso. Eles perceberam que as duas embarcações piratas haviam afundado um navio francês ao largo da Ilha de São Cristóvão, e informaram também que na última vez viram-o "indo para o norte do Caribe". Apesar de não haver confirmação se estes dois navios eram controlados por Teach e Bonnet, o autor Angus Konstam acredita que tal fato seja muito provável.
Em março de 1718, estando nas águas da Ilha Turneffe no leste de Belize, dois navios avistaram uma chalupa da Jamaica, Adventure, indo em direção ao porto da ilha. A chalupa imediatamente parou e o seu capitão, David Harriot, foi convidado para se juntar aos piratas. Harriot e sua tripulação aceitaram, e Teach enviou parte de sua tripulação para auxiliar o Adventure. Navegaram para a Baía de Honduras, onde adicionaram um navio e quatro chalupas à frota. Em 9 de abril, a nova frota saqueou e queimou o Protestant Caesar. Em seguida, rumaram para o Grande Caimão; navegando provavelmente para Havana, onde podem ter capturado uma pequena embarcação espanhola que havia partido do porto cubano. Eles então partiram para a costa oeste da Flórida e desembarcaram a tripulação espanhola que havia sido capturada; seguindo para Charleston e atacando três navios durante o caminho.

## Bloqueio de Charleston
Por maio de 1718, Barba-Negra tinha concebido para si mesmo o posto de comodoro e estava no auge de seu poder. No final do mês, sua frota bloqueou o porto de Charleston (então conhecido como Charles Town) na Carolina do Sul. Todos os navios que entravam ou saíam do porto foram parados, e como a cidade não tinha um navio de guarda, o barco-piloto (embarcação responsável por transportar os pilotos até o navio) foi o primeiro a ser capturado. Nos próximos cinco ou seis dias, cerca de nove navios foram parados e saqueados enquanto tentavam navegar para além dos bancos de areia, onde a frota pirata estava ancorada. Um desses navios, com destino para Londres possuía a bordo um grupo de cidadãos proeminentes de Charleston, incluindo Samuel Wragg (um membro do Conselho da Província de Carolina), era o Crowley. Estes passageiros foram questionados sobre os navios que ainda estavam no porto, e depois foram aprisionados no compartimento de cargas do Crowley. Barba-Negra informou aos prisioneiros que sua tripulação necessitava de medicamentos do governo colonial de Carolina do Sul; e ameaçou que caso o pedido não fosse atendido, todos os reféns seriam executados e suas cabeças enviadas ao governador, além de todos os navios capturados serem queimados.
O capitão Wragg concordou com as demandas, e um refém chamado de senhor Marks junto de dois piratas foram à terra e deram prazo de dois dias para a coleta dos medicamentos. Teach moveu sua frota e os navios capturados para cerca de cinco ou seis léguas próxima à terra. Três dias depois, um mensageiro, enviado por Marks, voltou para a frota com a notícia de que a embarcação de Marks havia sofrido um acidente e precisariam de mais tempo. Teach aliviou-se e dispôs-se a esperar, mas dois dias depois, irritado, convocou uma reunião com sua tripulação e enviou oito navios para o porto, causando pânico na cidade. Marks então voltou à frota, apresentando-lhes as demandas do governador e os medicamentos foram rapidamente recolhidos, porém os dois piratas enviados para escoltá-lo não foram encontrados com facilidade pois estavam bêbados. Teach manteve a sua palavra no acordo e liberou os navios capturados, bem como os reféns (apesar de terem sidos roubados, inclusive a roupa que usavam).
Várias teorias foram feitas acerca dos remédios, uma vez que os piratas poderiam ter exigido maiores riquezas ao conselho de Charleston. Existe a possibilidade de ter ocorrido um surto de alguma doença tropical, mas o autor Robert E. Lee estimula também a possibilidade de um surto de sífilis decorrente do intercurso frequente com prostitutas por parte dos piratas. Outro autor (Addison Whipple) sugeriu que fossem para o próprio Barba-Negra, "porque sua namorada mais recente não apenas se casou com ele, mas também o deixou com uma doença venérea como lembrança".

## Estuário de Beaufort

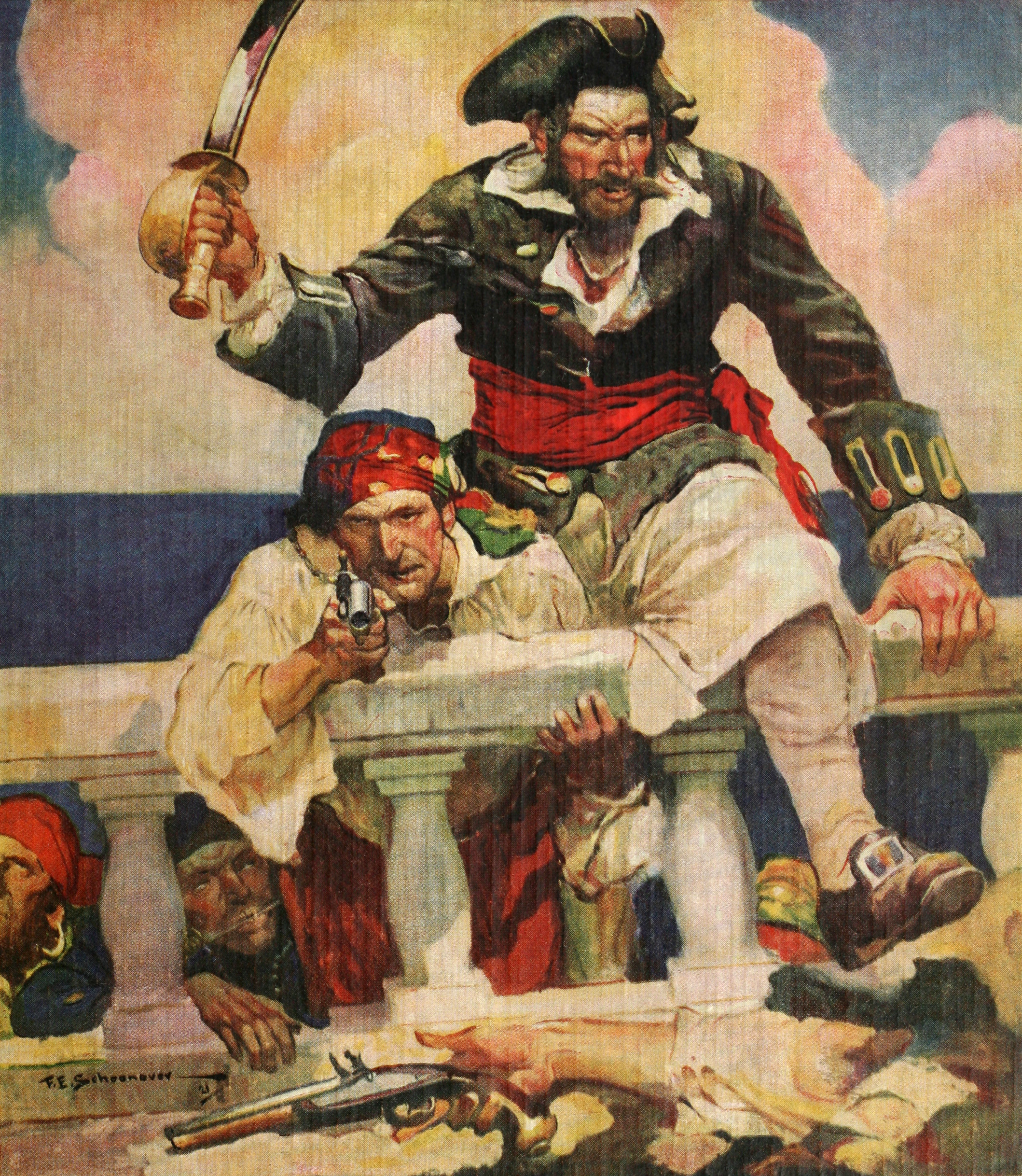
Ilustração de Blackbeard, Buccaneer, onde Barba-Negra e a tripulação pirata invade um navio

Enquanto estava em Charleston, Barba-Negra soube que Woodes Rogers tinha deixado a Inglaterra com vários men-of-war, tendo ordens para livrar as Índias Ocidentais de piratas. A frota de Barba-Negra navegou para o norte ao longo da costa do Atlântico em direção ao Estuário de Topsail (comumente conhecido como Estuário de Beaufort), na costa da Carolina do Norte, a fim de carenar seus navios (fazendo a manutenção dos cascos). Todavia, o Queen Anne's Revenge encalhou em um banco de areia, quebrando seu mastro principal e danificando gravemente. O capitão ordenou que várias chalupas jogassem cordas ao redor do navio-almirante na tentativa de libertá-lo. Uma das chalupas, Adventure comandada por Israel Hands também encalhou, e ambos os navios pareciam estar danificados de forma irreversível, partindo a bordo do Revenge e uma chalupa espanhola.
Barba-Negra estava ciente de um possível perdão real e confidenciou a probabilidade de aceitar. O perdão foi aberto para todos os piratas que se renderam a 5 de setembro de 1718 ou anterior dessa data, mas continha uma advertência estipulando que seriam inocentados apenas de crimes cometidos antes de 5 de janeiro. Embora, na teoria, Bonnet e Teach pudessem ser enforcados pelas ações em Charleston, a maioria das autoridades poderiam conceder. Barba-Negra pensou que o governador Charles Eden era um homem no qual ele poderia confiar, entretanto, para que pudesse ter certeza, esperou para ver o que iria acontecer com outro capitão. Bonnet partiu imediatamente em um pequeno barco à vela para Bath Town, onde se rendeu ao governador Eden e recebeu o perdão. Bonnet viajou de volta para o Estuário de Beaufort com o objetivo de buscar seu navio Vingança e o restante da tripulação para navegar até a ilha de São Tomás e receber uma comissão. Infelizmente, Barba-Negra tinha despido o navio de seus objetos de valor e de provisões, abandonado a tripulação em um local inabitado. Enraivado, Bonnet decidiu se vingar de Teach, mas não consegue encontrá-lo. Ele e sua tripulação voltaram para a pirataria e foram capturados em 27 de setembro de 1718, na foz do rio Cape Fear. Todos com exceção de quatro deles foram julgados e enforcados em Charleston.
O autor Robert Lee supôs que Teach e Hands encalharam os navios intencionalmente ali para reduzir a quantidade de tripulantes, aumentando a sua parte dos espólios. Durante o julgamento da tripulação de Bonnet, o contramestre do Revenge, Ignatius Pell declarou que "o navio [do Barba-Negra] foi executado em terra e se perdeu, que Thatch causou o feito". Lee considera plausível que Teach tenha informado Bonnet sobre o plano de aceitar o perdão do governador Eden. Barba-Negra sugeriu que Bonnet fizesse o mesmo, e como a guerra entre a Quádrupla Aliança de 1718 e a Espanha estava se iniciando, poderia então considerar uma comissão como corsário da Inglaterra. Lee sugere que Barba-Negra também tenha oferecido para Bonnet o retorno de seu navio Revenge. Konstam (2007) propõe uma ideia semelhante, explicando que Teach passou a entender o Queen Anne's Revenge como um fardo. O fato de uma frota pirata estar ancorada, teria a notícia enviada para as cidades vizinhas e as colônias, e quaisquer embarcações nas proximidades iriam atrasar a partida. Foi prudente, portanto, para Teach, não permanecer por muito tempo, apesar que destruir o navio foi uma medida um tanto extrema.

## Perdão real

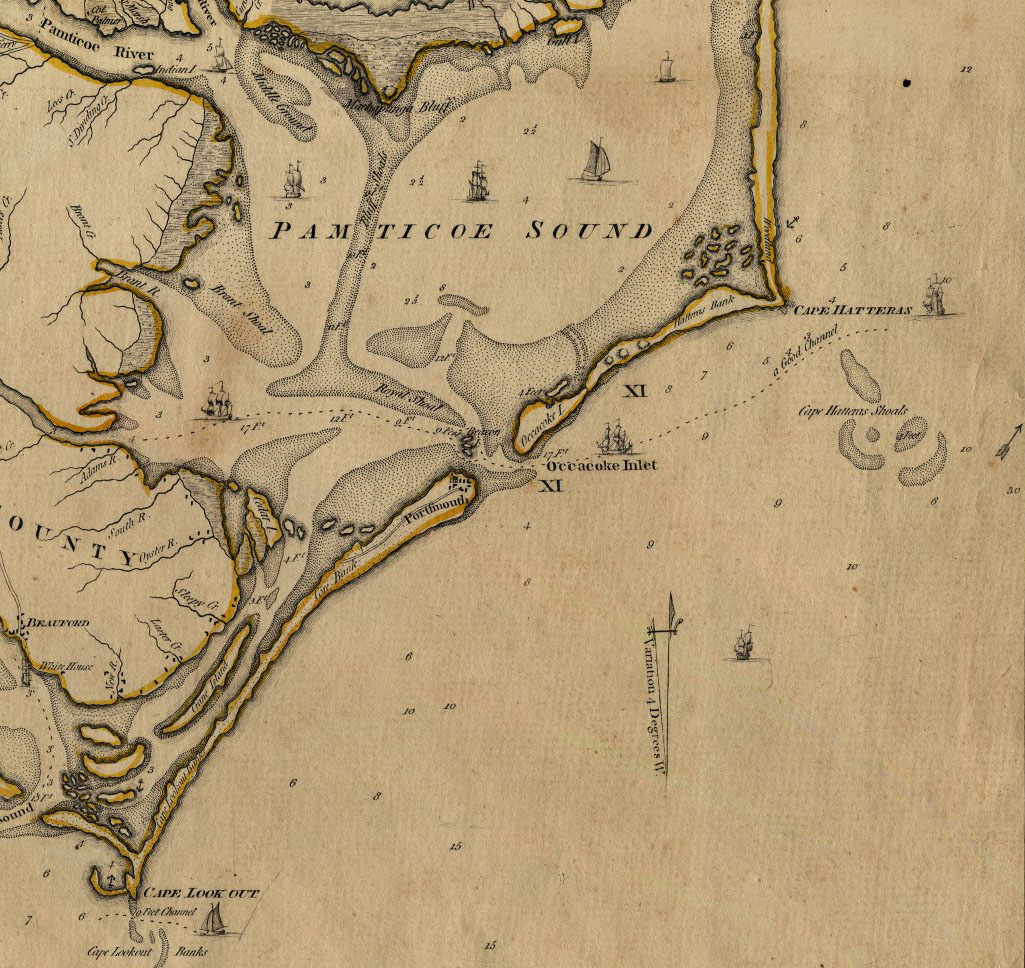
Mapa da área de Estuário de Ocracoke em 1775

Antes de embarcar para o norte em sua chalupa restante para o Estuário de Ocracoke, Barba-Negra abandonou cerca de vinte e cinco homens em uma pequena ilha de areia a cerca de uma légua do continente. Ele pode ter feito isso para reprimir qualquer protesto para o acaso de eles adivinhassem os planos de seu capitão. Bonnet resgatou-os dois dias depois. Teach continuou em Bath, onde em junho de 1718 — apenas dias após Bonnet receber o perdão — ele e sua tripulação muito reduzida recebeu o perdão do governador Eden.
Estabeleceu-se em Bath, no lado leste de Bath Creek (riacho), próximo da casa de Eden. Durante julho e agosto, viajou entre o porto da cidade com sua chalupa para fora de Ocracoke. Johnson afirma que Teach se casou com sua décima quarta esposa, uma filha de dezesseis anos dum fazendeiro local, embora não haja provas para isso. Neste momento, pode ter desfrutado de um período de celebridade sendo convidado para contar as histórias de suas proezas para os habitantes da região. Eden permitiu-lhe navegar para São Tomás numa comissão como corsário (uma maneira útil de remover piratas entediados e problemáticos do pequeno povoado), e à Teach foi dado o nome oficial de sua chalupa restante, renomeada Adventure. Até o final de agosto, retornou à pirataria, e no mesmo mês o governador da Pensilvânia William Keith emitiu um mandado de prisão contra ele, mas o pirata provavelmente estava operando na Baía de Delaware. Sabendo que poderia ser reconhecido, navegou em direção à Bermudas, vendo no caminho a oportunidade para saquear vários navios, mas estes apenas pagaram provisões. Ao cruzar com dois navios franceses que saíam do Caribe, viu uma nova oportunidade para realizar um saque. Um deles estava carregado de açúcar e cacau, enquanto o outro estava vazio; Barba-Negra colocou toda a tripulação no navio vazio e conduziu o navio carregado para a Carolina do Norte. Em setembro, o pirata entregou a embarcação para Eden argumentando ter encontrado o navio francês flutuando no mar sem tripulação. O Tribunal do Vice-Almirantado foi rapidamente convocado para um julgamento presidido por Tobias Knight, dando-o como abandonado e encontrado no mar, e sua carga de vinte barris de açúcar foram concedidos a Knight e sessenta barris para Eden; Teach e sua tripulação receberam o que restou no porão do navio.
O Estuário de Ocracoke era o seu lugar favorito para ficar ancorado, num local perfeito para ver os navios que viajavam entre os vários assentamentos do nordeste da Carolina, e ali ele avistou pela primeira vez o navio do pirata inglês Charles Vane. Vários meses antes Vane havia rejeitado o perdão real trazido por Woodes Rogers, e escapou de um capitão inglês de men-of-war vindo com ele de Nassau. Teach e Vane passaram várias noites no extremo sul da ilha de Ocracoke, acompanhado por figuras notórias como Israel Hands e Calico Jack.

## Alexander Spotswood

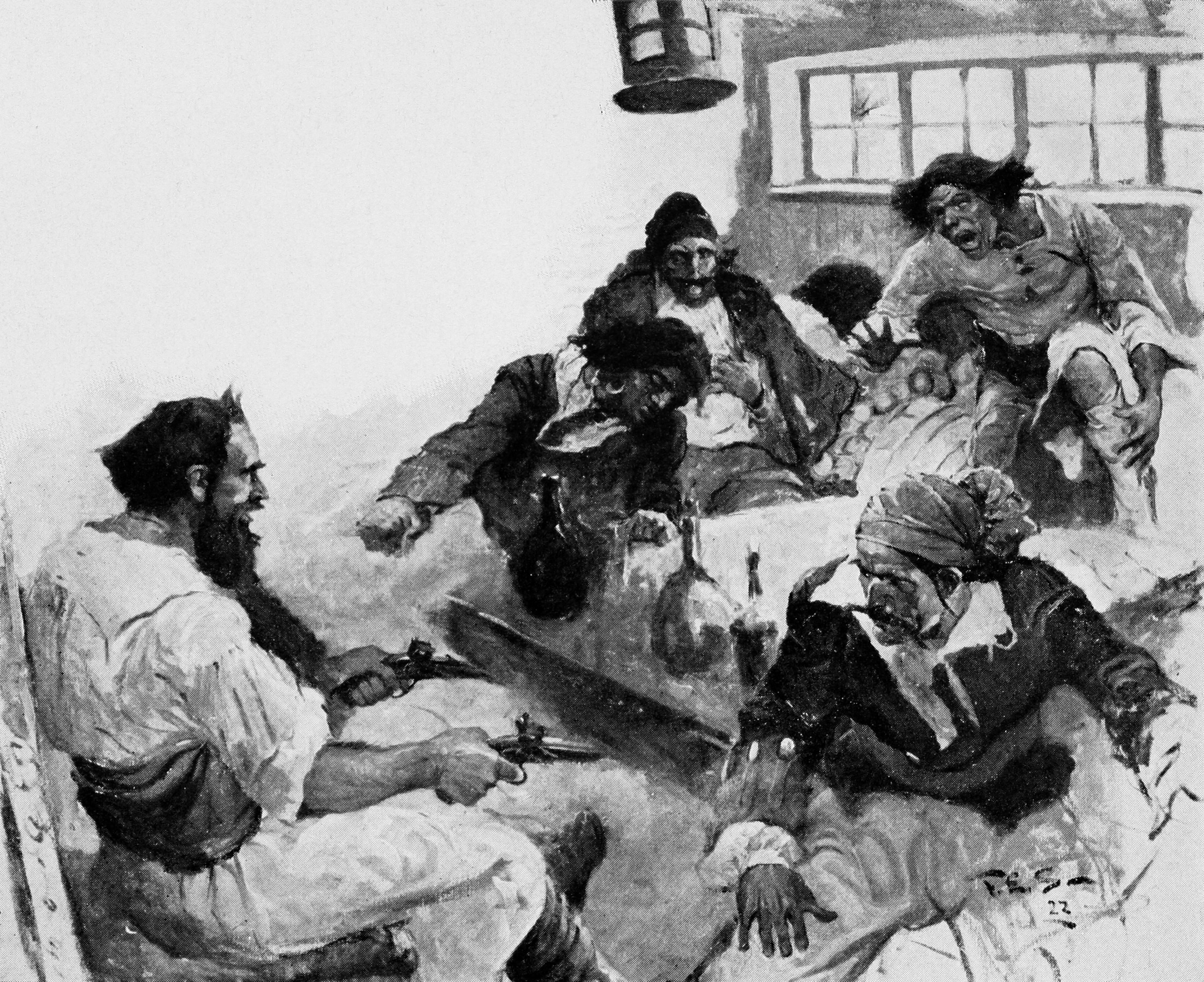
Obra de Ralph Delahaye Paine de 1922, intitulada Blackbeard Shoots Israel Hands in Blackbeard: The Pirate King (Barba-Negra atira em Israel Hands em Barba Negra: O Rei Pirata). Uma história conta que numa noite, alguns piratas, Teach e Israel Hands estavam bebendo. Naquela ocasião, o pirata escondeu duas pistolas debaixo da mesa e disparou-as sem razão. Uma das balas acertou Hands deixando-o aleijado. Ao ser questionado sobre aquele episódio, declarou que "se não matasse alguém de vez em quando, eles se esqueceriam de quem ele era".

Barba-Negra passou por várias colônias vizinhas; as notícias sobre Teach e Vane preocuparam o governador da Pensilvânia, o suficiente para mandar duas chalupas capturarem os piratas. Eles não foram bem sucedidos, mas o governador da Virgínia Alexander Spotswood também estava preocupado que o pirata supostamente aposentado e sua tripulação estivessem vivendo na colônia vizinha da Carolina do Norte. Alguns ex-marujos do Barba-Negra já tinham se mudado em várias cidades portuárias da Virgínia, levando Spotswood a emitir uma proclamação de 10 de julho de 1718, no qual exigiu que todos os ex-piratas se apresentassem às autoridades desistindo das armas e não viajando em grupos maiores do que três pessoas. Como chefe de uma Colônia da coroa, Spotswood via a Carolina do Norte com desprezo, tendo pouca esperança na capacidade destes em controlar os piratas, cujos suspeitava que tinham voltado aos velhos hábitos, interrompendo o comércio da Virgínia no momento em que as riquezas deles acabaram.
Spotswood soube que William Howard, o ex-contramestre do Queen Anne's Revenge, estava na região e acreditando que ele pudesse saber do paradeiro de Teach, prendeu o pirata e seus dois escravos. Spotswood não tinha autoridade legal para julgá-los, e, como resultado, o advogado de Howard, John Holloway, fez acusações contra o capitão Brand do HMS Lyme, onde Howard foi preso. Em nome de Howard, ele também abriu processo por danos, equivalente à quinhentas libras esterlinas, justificando prisão ilegal.
Os conselheiros de Spotswood argumentram que a presença de Teach representava uma ameaça, e que de acordo com o estatuto do rei Guilherme III, o governador podia legalmente julgar Howard sem um jurado. Foram feitas referências a vários atos de pirataria supostamente cometidos após a data do perdão real, em "uma chalupa pertencente à indivíduos da vossa majestade, o Rei da Espanha", mas ignorado o fato de que elas ocorreram fora da jurisdição de Spotswood e num navio de propriedade legal. Outra acusação citou dois ataques, um dos quais foi a captura de um navio negreiro fora de Charleston, donde um dos escravos de Howard presumia-se ter vindo. Howard foi enviado para aguardar o julgamento perante a Corte do Vice-Almirantado, sob a acusação de pirataria, mas o capitão Brand e seu colega, o capitão Gordon (do HMS Pearl) recusaram-se a servir na presença do advogado Holloway. Enfurecido, Holloway não tinha outra opção além de se retirar, e foi substituído pelo Procurador-Geral da Virgínia, John Clayton, que Spotswood descreveu como "um homem mais honesto [do que Holloway]". Howard foi considerado culpado e condenado à forca, mas foi salvo por uma comissão de Londres, que permitiu à Spotswood dar o perdão de todos os atos de pirataria cometidos por piratas que se entregassem antes de 23 julho de 1718.
Enquanto isso, Spotswood tinha obtido de Howard informações valiosas sobre o paradeiro de Teach, e ele planejava enviar suas forças através da fronteira da Carolina do Norte para capturá-lo. Conseguiu o apoio de dois homens, Edward Moseley e o coronel Maurice Moore, interessados em dar descrédito ao governador da Carolina do Norte. Ele também escreveu para os Lordes do Comércio (comitê de conselheiros do monarca britânico), sugerindo que a Coroa poderia se beneficiar financeiramente da captura do Barba-Negra. Spotswood financiou pessoalmente a operação, possivelmente acreditando que o pirata possuía fabulosos tesouros escondidos. Ele ordenou que os capitães Gordon do Pearl e Brand do Lyme viajassem por terra até Bath. O tenente Robert Maynard do Pearl recebeu o comando de duas chalupas para se aproximar da cidade pelo mar. Foi dado um incentivo extra pela captura, sendo ofertado uma recompensa da Assembleia da Virgínia com valor acima de qualquer outro que possa ser recebido da Coroa.
Maynard assumiu o comando das duas chalupas armadas em 17 de novembro. Ele recebeu 57 homens — 33 do Pearl e 24 do Lyme. Maynard e um destacamento do Pearl ficaram com o maior dos dois navios, nomeado Jane, o resto foi a bordo do Ranger, comandado por um dos oficiais de Maynard, chamado de senhor Hyde. Algumas das tripulações dos dois navios civis permaneceram a bordo. Eles navegaram ao longo do rio James em 17 de novembro. As duas chalupas moviam-se lentamente, dando tempo da força de Brand chegar até Bath. Brand partiu para a Carolina do Norte chegando a poucos quilômetros de Bath, em 23 de novembro. Junto de Brand estavam vários soldados da Carolina do Norte, incluindo o coronel Moore e o capitão Jeremiah Vail, enviados a fim de evitar qualquer oposição do povo local para com a presença de soldados estrangeiros. Moore foi para Bath com o objetivo de localizar Teach, esperava-se que aparecesse a "qualquer minuto", mas não estava lá. Brand, em seguida, foi para a casa governador Eden e informou-o de seu propósito. No dia seguinte, Brand enviou duas canoas descendo o Rio Pamlico até Ocracoke para encontrá-lo. Eles voltaram dois dias depois e informaram sobre o que eventualmente ocorreu.

## Última batalha
Maynard encontrou os piratas ancorados na Ilha de Ocracoke na noite de 21 de novembro. O tenente verificou a posição dos seus navios, mas não se familiarizou com os canais locais e os bancos de areia, decidindo esperar até na manhã seguinte para fazer o seu ataque. Proibiu qualquer circulação de navios, de forma a evitar que alguém avisasse sobre a sua presença, e colocou um vigia em ambas as chalupas para garantir que Teach não poderia escapar pelo mar. Do outro lado da ilha, Teach estava ocupado em entreter os convidados. Estando Israel Hands em Bath com cerca de vinte e quatro marinheiros do Adventure, Barba-Negra possuía uma tripulação bem reduzida. Johnson (1724) relatou que o pirata tinha "não mais do que vinte e cinco homens a bordo". "Treze brancos e seis negros", foi a quantidade relatada posteriormente por Brand ao Almirantado.

"Maldito seja, seu miserável! Quem é você?" O tenente deu-lhe a resposta: "Você pode ver pelas nossas cores que não somos piratas". Barba Negra pediu que aproximasse o barco para que pudesse ver quem era; mas o senhor Maynard assim respondeu: "Eu não posso privar-se do meu barco, mas irei entrar a bordo do seu assim que puder, com minha chalupa." Dito isto, Barba Negra tomou um copo de bebida alcoólica e disse para ele com essas palavras: "Maldito aproveitas minha alma se eu lhe pedir clemência, ou se você fizer isto para mim." Em resposta ao que, o senhor Maynard relatou, ele não esperava clemência do pirata, nem deveria dar-lhe qualquer.

Relato de diálogo entre Maynard e Barba Negra
Ao amanhecer, uma pequena embarcação levando uma sonda de profundidade, seguida pelas duas chalupas de Maynard entraram no canal. A pequena embarcação foi logo avistada pelo Adventure, sendo atacada assim que esteve dentro do alcance dos canhões. Enquanto o barco fez uma pequena retirada em direção à Jane, Teach cortou o cabo da âncora do Adventure. Sua tripulação içou as velas e o Adventure manobrou para apontar seus canhões a estibordo contra as chalupas de Maynard, que foram lentamente fechando a entrada. Hyde levou a Ranger para bombordo de Jane e a Bandeira da Grã-Bretanha foi desfraldada em cada navio. Adventure, em seguida, virou-se para a praia da Ilha de Ocracoke, indo em direção dum canal estreito. O que aconteceu depois é incerto. Johnson afirmou que houve uma troca de tiros de pequenas armas de fogo seguindo até o Adventure encalhar numa barra, enquanto Maynard ancorou e depois aliviou o peso do navio para passar por cima do obstáculo. Outra versão alegou que Jane e Ranger encalharam, embora Maynard não tenha feito menção disso em seu registro. A análise do casco do navio revelou que o navio estava em más condições quando encalhou, e provavelmente já estava vazando além de reparo quando o bucaneiro tomou a decisão de aterrá-lo e abandoná-lo.
O fato considerado correto é que o Adventure atirou seus canhões contra os dois navios. A artilharia foi devastadora; em um instante, Maynard tinha perdido um terço de suas forças. Cerca de vinte tripulantes do Jane foram feridos ou mortos, além de nove no Ranger. Hyde morreu, e seu segundo e terceiro oficial foram mortos ou ficaram gravemente feridos. Sua chalupa estava tão danificada que não desempenhou mais nenhuma função no ataque. Novamente, relatos contemporâneos sobre o que aconteceu em seguida são incertos, mas pequenas armas de fogo do Jane podem ter cortado a vela de estai do Adventure, fazendo-o perder o controle e a encalhar no banco de areia. O ataque avassalador do Barba-Negra pode ter ocasionado que Jane e Ranger também ficassem encalhados; a batalha a partir deste momento teria se tornado uma corrida para ver quem seria o primeiro a conseguir flutuar o seu navio.

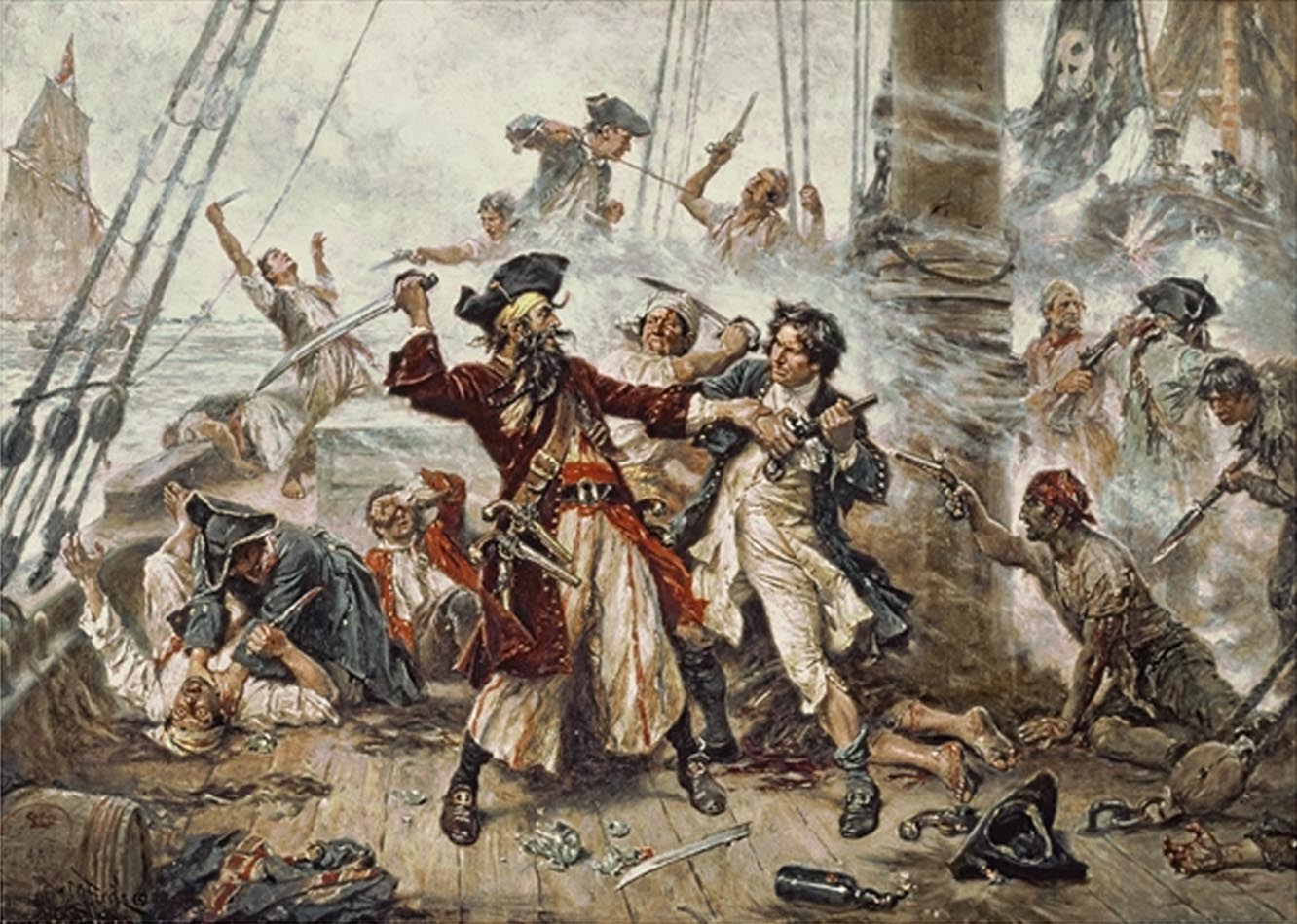
Capture of the Pirate, Blackbeard, 1718 de Jean Leon Gerome Ferris, pintado em 1920

O tenente manteve muitos dos seus homens abaixo do convés e na expectativa de ser atacado disse-lhes para se preparar para o combate. Teach observou o espaço aberto entre os navios, e também ordenou aos seus homens que ficassem preparados. As duas embarcações ficaram em contato uma com a outra, com ganchos sendo lançados para acertar o Adventure e várias granadas destruíram o convés da chalupa. Como a fumaça se dissipou, Teach conduziu seus homens a bordo do Jane, e animado com a visão do navio de Maynard aparentemente vazio, seus homens dispararam contra o pequeno grupo formado pelo tenente e alguns homens na popa.
O resto da tripulação de Maynard em seguida sairam do porão, gritando e atirando. O plano para surpreender Teach funcionou, os piratas ficaram aparentemente surpreendidos. Teach reuniu seus homens e os dois grupos lutaram sob o convés, que já estava escorregadio devido ao sangue de pessoas mortas ou feridas por Barba-Negra. Maynard e Teach dispararam suas pederneiras na direção do outro, e, em seguida, jogaram-as fora. Teach pegou a espada e conseguiu quebrar a espada de Maynard. Os piratas tinham um treinamento inferior e estavam em menor quantidade, sendo empurrados para trás em direção à proa, o que permitiu à tripulação de Jane cercar Maynard e Barba-Negra, que estavam até então lutando um com o outro. Maynard recuou novamente para disparar, Teach se esquivou para atacá-lo, mas teve a cabeça cortada por um dos homens de Maynard. Gravemente ferido, foi atacado e morto por vários outros soldados de Maynard. Os piratas restantes rapidamente se renderam. Aqueles que ficaram no Adventure foram capturados pela tripulação do Ranger. As baixas da batalha são divergentes: Maynard informou que oito de seus homens e doze piratas foram mortos, Brand relatou que dez piratas e onze homens de Maynard foram mortos, enquanto Spotswood alegou a morte dez piratas e dez homens do rei.

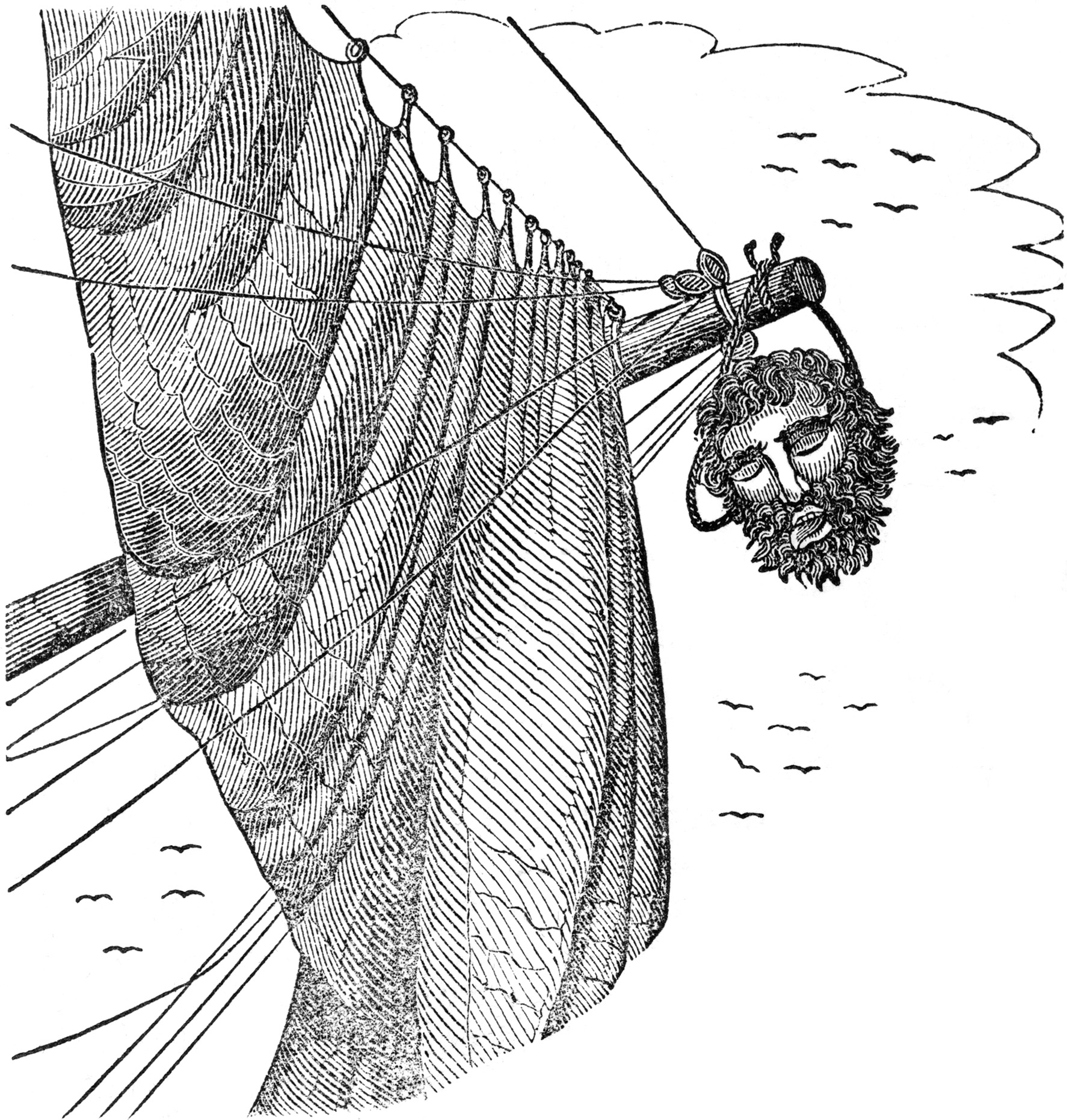
A cabeça de Edward Teach presa no gurupés da chalupa do tenente Maynard, desenho de Charles Elles no livro The Pirates Own Book (1837)

Posteriormente, Maynard examinou o corpo de Teach, observando que ele tinha sido baleado nada menos que cinco vezes e cerca de vinte cortes. Ele também encontrou várias correspondências, incluindo uma carta enviada por Tobias Knight. O cadáver foi jogado no estuário, enquanto sua cabeça foi pendurada no gurupés da chalupa de Maynard para depois poder clamar sua recompensa.

## Patrimônio e consequências
O tenente Maynard permaneceu em Ocracoke por mais alguns dias, fazendo reparos e enterrando os mortos. A pilhagem de Teach — açúcar, cacau, anil e algodão — encontrada "em chalupas de piratas e numa tenda de chalupas de leigos", foi vendida em leilão junto com o açúcar e o algodão encontrados no celeiro de Tobias Knight, por 2 238 libras. O governador Spotswood usou uma parte deste para pagar toda a operação. O prêmio em dinheiro por capturar Teach foi cerca de 400 libras, mas foi dividido entre as tripulações do Lyme e Pearl. Como o capitão Brand e suas tropas não tiveram que lutar por suas vidas, Maynard considerou isso extremamente injusto. Maynard perdeu muito apoio, principalmente quando descobriu-se que ele e sua tripulação tomaram posse de 90 libras dos saques de Teach. As duas tripulações não receberam seu prêmio em dinheiro durante quatro anos subsequentes; e, apesar da bravura de Maynard, este não foi promovido e ficou no esquecimento.
O restante da tripulação de Teach e ex-tripulantes foram encontrados por Brand, em Bath, e foram transportados para Williamsburg (Virgínia), onde foram presos sob a acusação de pirataria. Muitos deles eram negros, levando Spotswood à perguntar ao seu Conselho o que poderia ser feito sobre "as circunstâncias destes negros para isentá-los de sofrer o mesmo que outros piratas." Independentemente disso, os negros foram julgados com os demais no Capitólio de Williamsburg, sob a lei do Almirantado, em 12 de março de 1719. Não há registros do processo daquele dia, mas 14 dos 16 acusados foram considerados culpados. Dos dois restantes, um convenceu que tinha sido obrigado à participar da luta, depois de ter ficado na presença de Teach no navio apenas como convidado duma festa na noite anterior, e assim, não sendo um pirata. O outro, Israel Hands, não estava presente na batalha, alegando que, durante um instante estava bebendo junto do Barba-Negra, e este atirou no seu joelho, além disso, ainda estava protegido pelo perdão real. Os demais piratas foram enforcados e deixados para apodrecer nas forcas ao longo da estrada do Capitólio de Williamsburg (conhecido por algum tempo depois como "Gallows Road", cuja tradução é "Estrada do Patíbulo").
O governador Eden ficou certamente perturbado pela invasão de Spotswood na Carolina do Norte, enquanto o próprio Spotswood negou qualquer participação. Spotswood defendeu suas ações, escrevendo para o Lorde John Carteret, um acionista da Província da Carolina, na qual afirmou que poderiam se beneficiar com a venda dos bens penhorados e lembrou ao conde os muitos virginianos que morreram para proteger os seus interesses. Ele defendeu o sigilo da operação, sugerindo que Eden "pudesse em nada contribuir para o sucesso do projeto", e relatou que sua autoridade de capturar os piratas vieram do rei. Eden foi fortemente criticado por seu envolvimento com Teach e acusado de ser cúmplice. Ao criticar Eden, a intenção de Spotswood foi reforçar a legitimidade da invasão. Lee (1974) conclui que, embora Spotswood possa ter pensado que os fins justificam os meios, ele não tinha autoridade legal para invadir a Carolina do Norte, capturar os piratas e apreender e leiloar os bens destes. Eden, sem dúvida, compartilhou a mesma opinião. Como Spotswood também acusou Tobias Knight de estar em pacto com Teach, em 4 de abril de 1719, Eden teve que levar Knight para um interrogatório. Semanas antes, Israel Hands tinha testemunhado que Knight estava a bordo do Adventure, em agosto de 1718, logo após Teach trazer um navio francês para Carolina do Norte como um prêmio. Quatro piratas testemunharam que, juntos de Teach, tinham visitado casa de Knight para dar-lhe presentes. Este depoimento e a carta encontrada com o corpo do Barba-Negra mostraram-se convincente, mas Knight conseguiu fazer uma boa defesa. Apesar de estar muito doente e perto da morte, ele questionou a confiabilidade dos depoimentos apresentados por Spotswood; afirmou que Israel Hands tinha falado sob pressão, e que, conforme a lei da Carolina do Norte, o testemunho do outro, um africano, não tinha validade. O açúcar, segundo ele, foi armazenado em sua casa de forma legal, e Barba-Negra visitou-o apenas em funções comerciais, dentro de suas funções oficiais. Tobias knight foi inocentado de todas as acusações. Ele morreu nesse mesmo ano.
Eden irritou-se com as acusações surgidas contra Knight durante um julgamento no qual ele não teve qualquer função. Os bens que foram apreendidos pelo capitão Brand eram oficialmente propriedade da Carolina do Norte, e Eden considerou-o um ladrão. Esse problema afetou as relações entre as duas colônias até o dia da morte de Eden em 17 de março de 1722.

## Posterioridade e visão moderna
Nós geralmente caracterizamos os piratas como uma espécie de cobiçados por sangue, que querem cortar alguém em pedaços. Um pirata, assim como uma pessoa normal, não mataria ninguém, mas os piratas sabiam que se alguém resistisse, e nada fosse feito a respeito, sua reputação e, portanto, seu nome seria prejudicado. Então você pode imaginar um pirata com certa relutância em se envolver nesse comportamento como uma forma de preservar essa reputação.

Peter Leeson
As posições governamentais e oficiais sobre os piratas eram às vezes muito diferentes daquelas mantidas por autores contemporâneos, que em geral descreviam-os como desprezíveis bandidos marítimos. Os corsários que se tornaram piratas eram geralmente considerados pelo governo inglês como forças reservas da Marinha, e às vezes eram incentivados; em 1545 Francis Drake foi nomeado cavaleiro pela rainha Isabel I, quando ele voltou para a Inglaterra duma expedição em volta do mundo com um saque no valor estimado de um milhão e quinhentas mil libras. Perdões reais foram emitidos regularmente, quando a Inglaterra estava à beira da guerra, e a opinião pública creditava os piratas favoravelmente, alguns considerando-os semelhante a clientes. Em geral, o economista Peter Leeson acredita que os piratas eram comerciantes astutos, distantes da visão moderna que os romantiza como tiranos assassinos. Após o desembarque de Woodes Rogers em 1718 na Nova Providência que pôs fim na "república dos piratas", a pirataria nas Índias Ocidentais entrou em declínio. Na ausência de um local de fácil acesso e seguro para armazenar seus bens roubados, os piratas foram reduzidos para, essencialmente, uma vida de subsistência. Depois de quase um século de guerra naval entre marinheiros britânicos, franceses e espanhóis, no qual era possível encontrar facilmente um pirata empregado, os corsários solitários encontraram-se em desvantagem com relação aos poderosos navios empregados pelo Império Britânico para defender suas frotas mercantes. O crescimento do comércio e de escravos ajudou a tornar as Índias Ocidentais um local de grande interesse, e nestas circunstâncias, a pirataria não era mais capaz de florescer, como já havia feito.

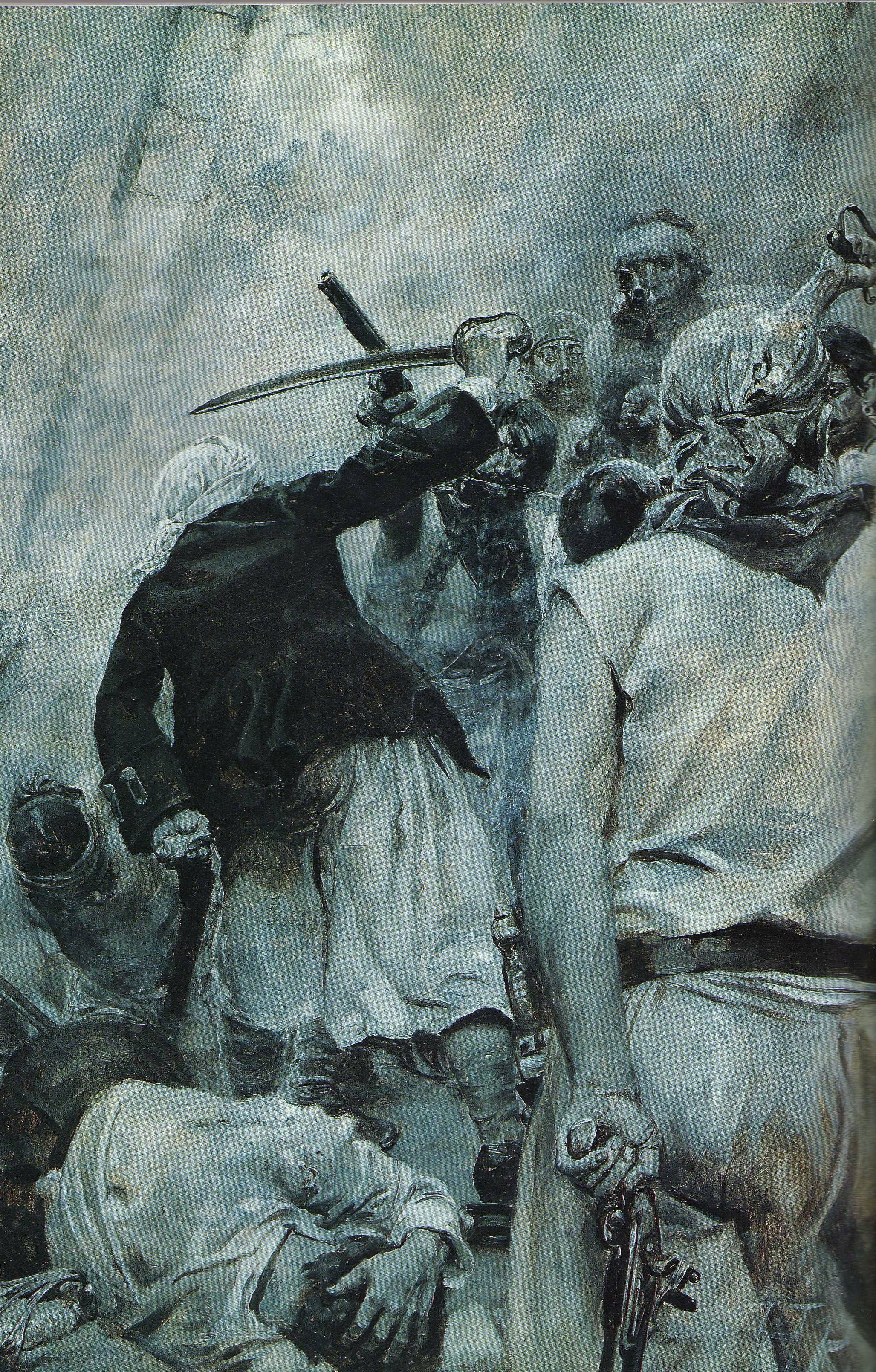
The Combatants Cut and Slashed with Savage Fury de Howard Pyle, 1894. Ilustração de Barba-Negra e sua tripulação em uma luta num navio

Desde o final deste período, chamado de Anos Dourados da Pirataria, Barba-Negra e suas façanhas tornaram-se conteúdo folclórico, inspirando livros, filmes e até mesmo brinquedos de parques de diversões. Muito do que se sabe sobre o pirata pode ser obtida através do livro Uma História Geral de Roubos e Crimes de Piratas Famosos de Charles Johnson, publicado na Grã-Bretanha em 1724. As descrições de Johnson, como a das piratas Anne Bonny e Mary Read, fizeram dele um reconhecido autor sobre os piratas de seu tempo, e há anos a leitura desta obra era obrigatória para os interessados neste tema. Os leitores ficaram empolgados pelas histórias e uma segunda edição foi rapidamente publicada, embora o autor Angus Konstam suspeite que a versão "da vida de Barba-Negra [dada por Johnson] foi um pouco romantizada para fazer uma história mais sensacional." Apesar disso, Uma História Geral é considerado uma fonte confiável. Johnson pode ter sido um pseudônimo. O autor Lee (1974) considera que independentemente se fosse o verdadeiro autor, este tinha algum tipo de acesso à correspondências oficiais, e os relatos foram confirmados pessoalmente ou oficialmente. Konstam especula ainda mais, sugerindo que Johnson pode ter sido o dramaturgo inglês Charles Johnson, o publicador britânico Charles Rivington, ou o escritor Daniel Defoe. Na obra The Great Days of Piracy de 1951, o autor George Woodbury escreveu que Johnson é "obviamente um pseudônimo", e continua que "não se pode deixar de suspeitar que ele pode ter sido mesmo um pirata".
Apesar de sua infâmia, Teach não era o pirata mais bem sucedido. Henry Every enriqueceu e se aposentou antes mesmo de ser perseguido, e Bartholomew Roberts conseguiu cerca de cinco vezes mais que o montante de Teach. Caçadores de tesouros há muito tempo ocuparam-se em buscar qualquer vestígio dos rumores de ouro e prata de Teach, mas nada foi encontrado em vários locais explorados ao longo da Costa Leste dos Estados Unidos que pudesse ser relacionado ao pirata. Alguns contos sugerem frequentemente que os piratas matavam um prisioneiro no local onde enterraram os seus saques, e Teach não é uma exceção nessas histórias, mas nada foi descoberto que pudesse afirmar isto, ao mesmo tempo que não é uma exceção; tesouros piratas que foram enterrados são geralmente considerados um mito moderno, uma vez que quase não há evidências da existência de tais tesouros. Os registros disponíveis sobre o tema não incluem o enterro de tesouros como sendo uma prática comum, exceto na imaginação dos escritores de narrativas ficcionais, como A Ilha do Tesouro. Tais tesouros exigiam que seu proprietário fosse rico, e sua suposta existência ignora a estrutura de comando de um navio pirata, em que na maioria das vezes a tripulação servia por sufrágio livre, ou seja, não eram forçados a tomar decisões contra sua vontade. O único pirata do qual se sabe que enterrou um tesouro foi William Kidd; o único tesouro até agora recuperado de Teach é do naufrágio do Queen Anne's Revenge, que foi encontrado e escavado em 1997. Em 2007, mais de 15 mil objetos foram recuperados e conservados, alguns dos quais estão presentes em museus marítimos da Carolina do Norte.

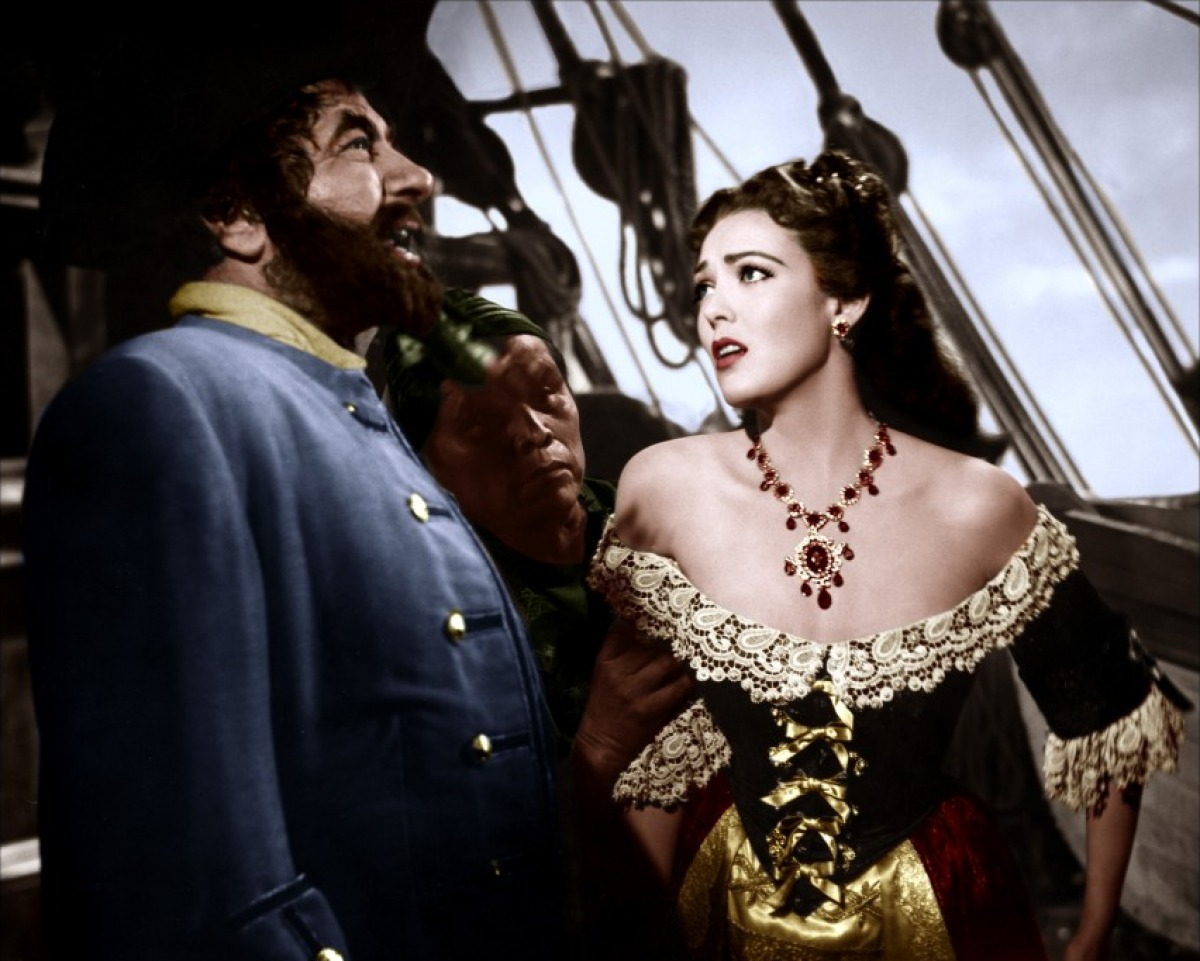
Os atores Robert Newton (Barba-Negra) e Linda Darnell no filme Blackbeard the Pirate (1952) de Raoul Walsh

Vários contos supersticiosos afirmam na existência do fantasma de Barba-Negra. Luzes inexplicáveis no mar são muitas vezes referidas como "luzes de Teach", e alguns afirmam que o famoso pirata vive à procura de sua cabeça na vida após a morte, por medo de seus amigos, e do diabo, ninguém pode reconhecê-lo. Um conto da Carolina do Norte afirma que o crânio de Teach foi usado como base para um cálice prata, um juiz local ainda alegou ter bebido com o objeto numa noite da década de 1930. Seu nome é relacionado fortemente na literatura. Barba-Negra é o principal tema da obra ficcional de 1835 de Matilda Douglas, Blackbeard: A page from the colonial history of Philadelphia. No mangá One Piece, o pirata é representado pelo personagem Marshall D. Teach. Na série de ficção televisiva The Age of Unreason de Gregory Keyes, o pirata aparece como governador de uma colônia. No romance de Tim Powers de 1988 On Stranger Tides ele faz uma aliança de piratas. Entre os vários filmes sobre sua vida incluem Anne of the Indies (1951), "Blackbeard the Pirate" (1952), Blackbeard's Ghost (1968), Blackbeard: Terror at Sea (2005), na minissérie Blackbeard (2006, Hallmark Channel) e no filme Pirates of the Caribbean: On Stranger Tides (2011). Barba-Negra é um dos personagens presentes no videojogo Assassin's Creed IV: Black Flag (2013), com o nome Edward "Blackbeard" Thatch. O capitão volta a aparecer na maioria dos episódios de Sandra, detective de cuentos.

### Bandeira

A suposta bandeira do Barba-Negra, consiste de um esqueleto com chifres usando uma lança para perfurar um coração sangrando

Durante a Era Dourada da Pirataria, Barba-Negra foi um dos piratas mais famosos dos mares. A única vez que se ilustrou alguma bandeira hasteada documentada foi em uma publicação de jornal da época em 1718, na qual afirmava que sua frota — incluindo o Queen Anne's durante um ataque ao navio Protestant Caesar — hasteava bandeiras negras com cabeças mortas e "bandeiras sangrentas". No entanto, não especificou em qual navio Barba Negra estava no momento.
Após um repentino interesse pela pirataria no século XX, a bandeira apareceu pela primeira vez em um artigo na revista The Mariner's Mirror, como uma bandeira geral de piratas em 1912; porém, o artigo não fazia nenhuma afirmação de que era a bandeira dele. Anos depois, por volta da década de 1970, a bandeira começou a ser descrita como a de Barba-Negra, sendo frequentemente usada como tal em livros e programas de TV que o retratavam. Algumas instituições acadêmicas, como Smithsonian, também o ilustrou de modo não comprovado, a suposta bandeira do pirata.
O desenho da bandeira consiste em um esqueleto com chifres levantando uma ampulheta "brindando ao Diabo" em sua mão direita. Na mão esquerda do esqueleto, segura uma lança apontando para um coração vermelho que tinha três gotas de sangue pingando, supostamente para sinalizar que nenhuma riqueza seria devolvida. O historiador Fox afirmou que, esta bandeira não poderia ter sido de origem pirata do século XVIII, alegando: "se o esqueleto era para representar o Diabo, então não seria um esqueleto; e se fosse para representar a Morte, então não teria chifres."